# Stefano d’Aste

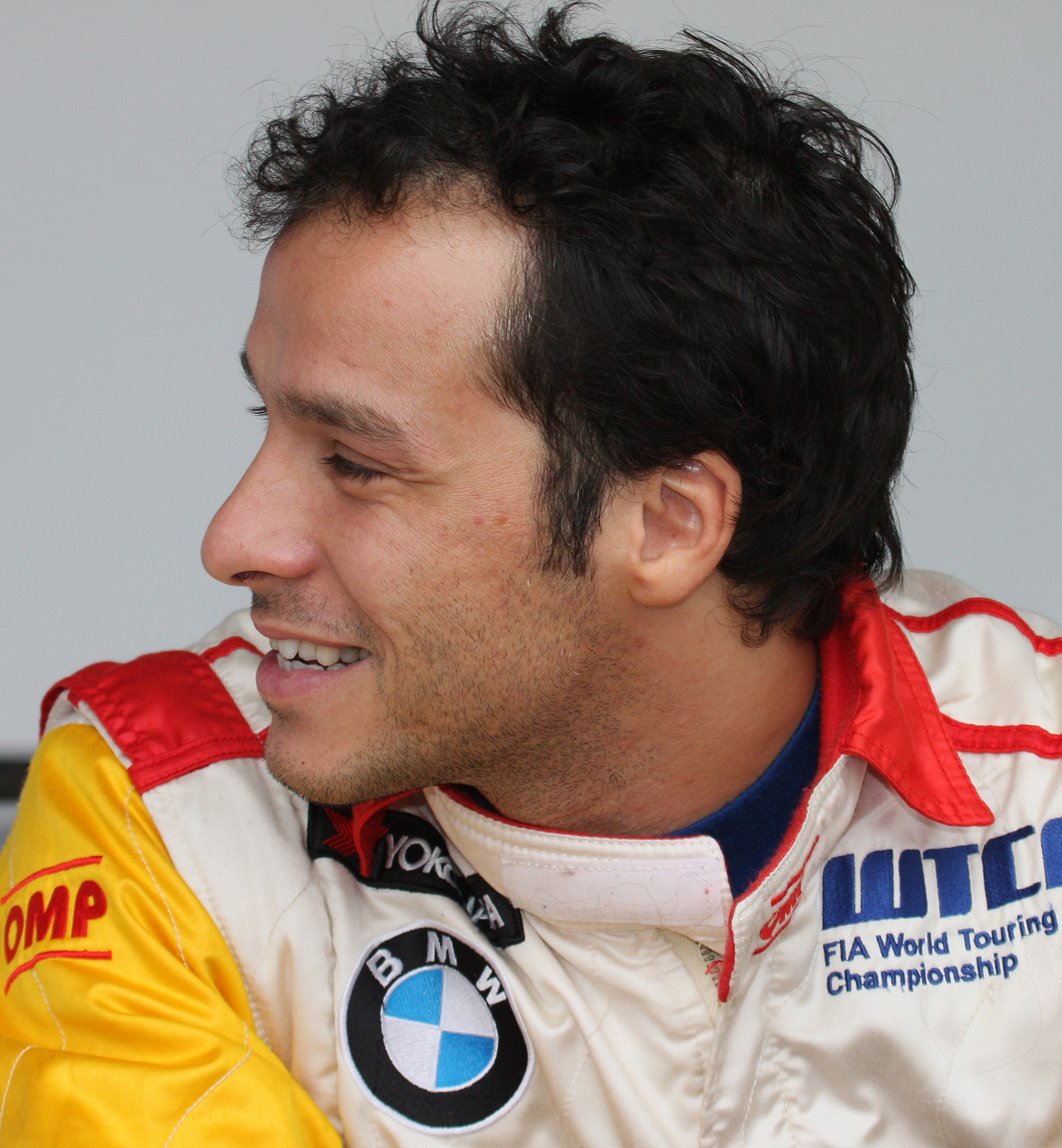
Stefano d’Aste 2009

Stefano d’Aste (* 26. Februar 1974 in Genua) ist ein italienischer Automobilrennfahrer.

## Karriere
Stefano d’Aste begann seine internationale Karriere 2004 in der Tourenwagen-Europameisterschaft, die er auf dem siebten Platz in der Privatfahrerwertung abschloss.
2005 wechselte er zu Proteam Motorsport in die Tourenwagen-Weltmeisterschaft, wo er hinter dem Steuer eines BMW 320i saß. Obwohl er bisher keinen einzigen Meisterschaftspunkt gesammelt hatte, rückte d’Aste sich beim Rennwochenende im belgischen Spa-Francorchamps ins Rampenlicht. Da er den ersten Lauf nur auf Platz 16 beendete, musste er von weit hinten das zweite Rennen aufnehmen. Auf regennasser Fahrbahn kämpfte er sich immer weiter vor und lag wenige Kurven vor dem Ziel direkt hinter der Spitzengruppe. In der Bus-Stop-Schikane ereignete sich dort eine Kollision zwischen den Führenden. Um dem Unfall auszuweichen, kürzte d’Aste die Schikane ab und überquerte anschließend als Erster die Ziellinie. Nach dem Rennen erhielt er jedoch eine Zeitstrafe, die ihn auf den zweiten Platz zurückversetzte. Dennoch blieb dies sein bestes Ergebnis in der Tourenwagen-Weltmeisterschaft. Die Saison beendete er als Dritter der Privatfahrerwertung.

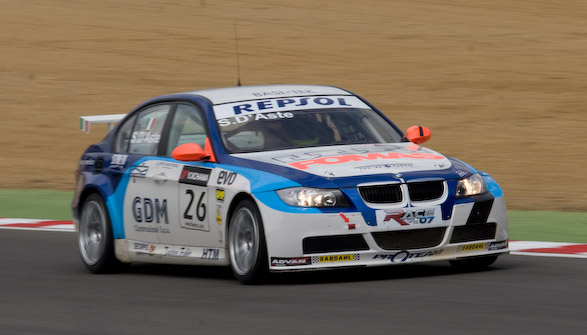
Stefano d’Aste im Proteam-BMW 2008 in Brands Hatch

Es folgte ein 2006 ein weiteres Jahr bei Proteam Motorsport. Zwar beendete d’Aste drei Rennen als bester Privatfahrer, doch blieben Meisterschaftspunkte dieses Mal aus. Dies war auch durch erstarkte Werksteams mit neuen Fahrzeugen bedingt, gegen die der alte BMW 320i nicht mehr ausreichend konkurrenzfähig war. Eine Chance auf Meisterschaftspunkte hatte er beim zweiten Rennen in Istanbul. Jedoch wurde er in den vorderen Punkterängen liegend in eine Kollision verwickelt und infolgedessen nach hinten durchgereicht. In der Privatfahrerwertung verteidigte er seinen dritten Platz. 2007 wechselte d’Aste zu Wiechers-Sport, wo er nun einen neueren BMW 320si erhielt. Zwar blieb er weiterhin ohne Punkte, doch konnte er durch konstante Ergebnisse mit knappem Vorsprung die Privatfahrerwertung für sich entscheiden. Zur Saison 2008 kehrte d’Aste wieder zu Proteam Motorsport zurück. Beim zweiten Rennen in Brands Hatch konnte er erstmals nach drei Jahren mit Platz sieben wieder Meisterschaftspunkte erzielen. Obwohl er mehrere Rennen als bester Privatfahrer beendete, verlor er seinen Titel in der Privatfahrerwertung, in der er nur Platz drei erreichte.
Vor der Saison 2009 erfolgte abermals ein Wechsel zu Wiechers-Sport. Den anvisierten Titelgewinn in der Privatfahrerwertung konnte d’Aste jedoch trotz mehrerer Rennen als bester Privatier nicht erreichen. Vielfach wurde er in aussichtsreicher Position liegend unglücklich in Kollisionen verwickelt, sodass ein sechster Platz beim ersten Rennen in Oschersleben seine einzige Punkteplatzierung blieb. Somit schloss er die Saison erneut auf Platz drei in der Privatfahrerwertung ab. 2010 ging d’Aste wieder für Proteam Motorsport an den Start.